# Duellanterna
Duellanterna (originaltitel: The Duelists) är en brittisk action-dramafilm i regi av Ridley Scott, om två franska officerare under Napoleontiden, som utkämpar ett flertal dueller med varandra över en period av 20 år. Duellanterna spelas av Keith Carradine och Harvey Keitel. Filmen fick pris som bästa debutfilm vid 1977 års filmfestival i Cannes. Filmen har endast visats på ett fåtal biografer men finns utgiven på DVD.

## Rollista (i urval)
- Keith Carradine – D'Hubert
- Harvey Keitel – Feraud
- Albert Finney – Fouche
- Edward Fox – Colonel
- Cristina Raines – Adele
- Robert Stephens – Gen. Treillard
- Tom Conti – Dr. Jacquin
- John McEnery – Chevalier
- Diana Quick – Laura
- Alun Armstrong – Lacourbe
- Maurice Colbourne – Second
- Gay Hamilton – Maid
- Meg Wynn Owen – Leonie
- Jenny Runacre – Mme. de Lionne